# Микояновский мясокомбинат
Микояновский мясокомбинат — российское мясоперерабатывающее предприятие в Нижегородском районе Москвы. Основные виды продукции — колбасы, мясные консервы, мясные закуски, сосиски и сардельки.

## До 1917 года
Первые упоминания о том, что на месте современных корпусов предприятия когда-то располагались мясницкие бойни, относятся к 1798 году, этот же год современные владельцы указывают в качестве даты основания. В документах Канцелярии главнокомандующего в Москве и губернии по гражданской части генерала-фельдмаршала И. П. Салтыкова имелись свидетельства о том, что в 1798 году на землях деревни Грайворон, Ямской и Рогожской слободы происходила концентрация производств по убою скота, его разделке и продаже мяса. Именно там купец Благушин держал собственные бойни.
На этих землях селились новые мясники, открывались новые бойни, и со временем здесь образовалось мясное дело городского уровня, которому московские власти придавали большое значение.
В 1886—1888 годах городской голова Николай Алексеев решил упорядочить московское скотобойное хозяйство и на муниципальный заём построил на месте купеческих мясных лавок лучшие в Европе городские скотобойни. Было затрачено 3 млн золотых рублей. Строительство боен подразумевало использование наиболее современных технологий. Были построены скотопригонный двор и 5 загонных дворов, подъездные пути, внутризаводская узкоколейка, холодильные машины, водопровод от артезианского колодца на Яузском бульваре, канализация на собственные поля орошения. В 1913 году на территории боен действовал ресторан, библиотека и даже единственный в России музей по мясоведению с коллекцией художественных муляжей. Был оборудован театр с лекционным залом на 300 мест и синематограф.

## При советской власти
После революции советское правительство в 1930 году командировало специалистов «Союзмяса» в Чикаго (США) для знакомства с опытом мясопереработки и организации колбасного производства. Нарком пищевой промышленности СССР Анастас Иванович Микоян лично побывал в Америке для изучения мясоперерабатывающей промышленности. Годом позже на будущей территории предприятия было начато строительство первых корпусов предприятия, которой получило название «Первый московский колбасный завод». 31 декабря 1933 года начали работу все девять цехов Московского мясокомбината; ещё через год ему было присвоено имя Микояна.
В это время технологами комбината были разработаны десятки марок колбас, в частности, «Докторская», «Любительская», «Чайная» и «Брауншвейгская».

## Годы Великой Отечественной войны
В июне 1941 года в ряды вооружённых сил были призваны более полутора тысяч работников комбината. В следующем месяце ещё 250 человек ушли добровольцами в народное ополчение. Более семисот сотрудников комбината погибли в годы войны.
Потеря такого количества сотрудников тяжело отразилась на производстве, однако коллектив нашёл выход из ситуации: новым профессиям были обучены женщины, пенсионеры и подростки. Удалось не только сохранить темпы производства, но и наладить выпуск новых изделий — пищевых концентратов для Красной армии. В годы Великой Отечественной войны на комбинате было организовано производство медицинских препаратов на основе эндокринного сырья, получаемого при убое скота: если в 1942 году промышленность выпускала всего четыре наименования органопрепаратов, то в 1944 году их было уже 40. На комбинате и на Ленинградском мясокомбинате впервые в стране стали вырабатывать пенициллин.
Одновременно на предприятии было освоено производство новых видов продукции, обеспечивающих питание работников тыла.
Коллектив мясокомбината участвовал в сборе средств на производство вооружения и военной техники для нужд армии: например, для танковой колонны «Москва» было собрано 604 тысячи рублей.
За обеспечение подразделений Красной армии вооружением и продуктами предприятию было передано на вечное хранение боевое знамя 1-й гвардейской Московской краснознамённой стрелковой дивизии. 24 января 1944 года коллектив был также отмечен орденом Ленина. Орденами и медалями награждены 67 работников комбината.

## После 1991 года
В начале 1990-х годов предприятие акционировано по программе приватизации. С 1992 года мясокомбинат был известен как АООТ "МИКОМС". В 1998 году предприятие вошло в состав агропромышленной компании «Эксима», которая инвестировала в комбинат более 400 млн долларов, заменив при этом более 85 % оборудования.
В юридическое лицо, управляющее предприятием, включено ещё несколько предприятий (в том числе мясокомбинат «Евро ЭМ», реконструированный из Черкизовского молочного завода, а также Знаменский свиноводческий селекционно-генетический центр в Орловской области); суммарный объём производства предприятий по состоянию на 2018 год — 400 000 тонн готовой продукции в год, выручка — 11,2 млрд руб., чистая прибыль — 164,7 млн руб. Продукция всех предприятий сбывается под торговой маркой «Микоян». Генеральный директор по состоянию на 2019 год — основатель и основной владелец «Эксимы» Николай Дёмин.